# Bernard-Marie Koltès
 (janvier 2010).
Bernard-Marie Koltès, né le 9 avril 1948 à Metz et mort le 15 avril 1989 à Paris, est un auteur dramatique français.

## Biographie
Bernard-Marie Koltès naît dans une famille bourgeoise de Metz. C'est le troisième et dernier fils d'un militaire de carrière, il voit très peu son père durant son enfance. Supportant mal l'éloignement de sa famille, il vit difficilement sa scolarité au collège Saint-Clément où il est pensionnaire. Il y reçoit un enseignement jésuite fondé sur « l’apport de la rhétorique, la volonté de considérer le dialogue comme une vraie argumentation, [et] le désir de faire apparaître un sens caché », ce qui influencera nécessairement son théâtre.
Il effectue son premier voyage au Canada à 18 ans, voyage qui le marque profondément. Il s’initie à la musique de Bach avec Louis Thiry, organiste titulaire de l'église Saint-Martin de Metz.
Alors que rien ne le destinait au théâtre, il assiste, à l’âge de vingt ans, à une représentation de Médée de Sénèque interprétée par Maria Casarès à la Comédie de l'Est (mise en scène de Jorge Lavelli et adaptée par Jean Vauthier) : c'est le coup de foudre. Désirant devenir acteur, il tente le concours d'entrée du Théâtre national de Strasbourg (TNS) pour les sections jeu et régie, mais il est refusé. Cela ne l’empêche pas de travailler sur une adaptation théâtrale d’Enfance, de Gorki, qui devient sa « première pièce », intitulée Les Amertumes. Il l'envoie à Hubert Gignoux, alors directeur du TNS, qui, impressionné par son talent, lui propose d’intégrer l’école ; il y entre en section régie. Cependant, il y reste très peu de temps, préférant monter sa propre compagnie en tant qu'auteur et metteur en scène : c'est la naissance du « Théâtre du Quai ».
En 1970, Koltès écrit L’Héritage que Maria Casarès lit pour la radio. Ses premières pièces, expérimentales, ne connaissent pas de succès et il les reniera lorsqu'il évoluera vers un style plus narratif à la fin des années 1970, notamment à partir de Combat de nègre et de chiens. Entre un passage au Parti communiste français (1975-1978) et de nombreux voyages en Amérique latine, en Afrique et en Amérique (à New York) — sources importantes d'inspiration pour lui —, il crée de nombreuses pièces. Parmi celles-ci se trouve notamment le long monologue écrit pour Yves Ferry, La Nuit juste avant les forêts, qu’il monte en off au festival d'Avignon en 1977, puis que monte, à sa demande, Moni Grégo au centre dramatique national de Lille.
Son théâtre, en rupture avec celui de la génération précédente, met en scène la perpétuelle et vaine tentative de communication entre les hommes.
Le dramaturge, passionné par Shakespeare, Marivaux, Tchekhov, est également un fervent lecteur de Dostoïevski — dont il adapte Crime et Châtiment avec Procès ivre (1971) — et des Pensées de Pascal. Déjà, avec Les Amertumes, son travail était qualifié de « formaliste ». Koltès expliquait la « raison profonde de [s]on travail formel [par le fait que] le personnage psychologique ne [l’]intéress[ait] pas – pas plus d’ailleurs que le personnage raisonnable. » Il ajoutait qu’il « redoutait presque autant Stanislavski que Brecht. » À de nombreux égards, on le considère comme l’héritier du théâtre de l’après-guerre d’Artaud.

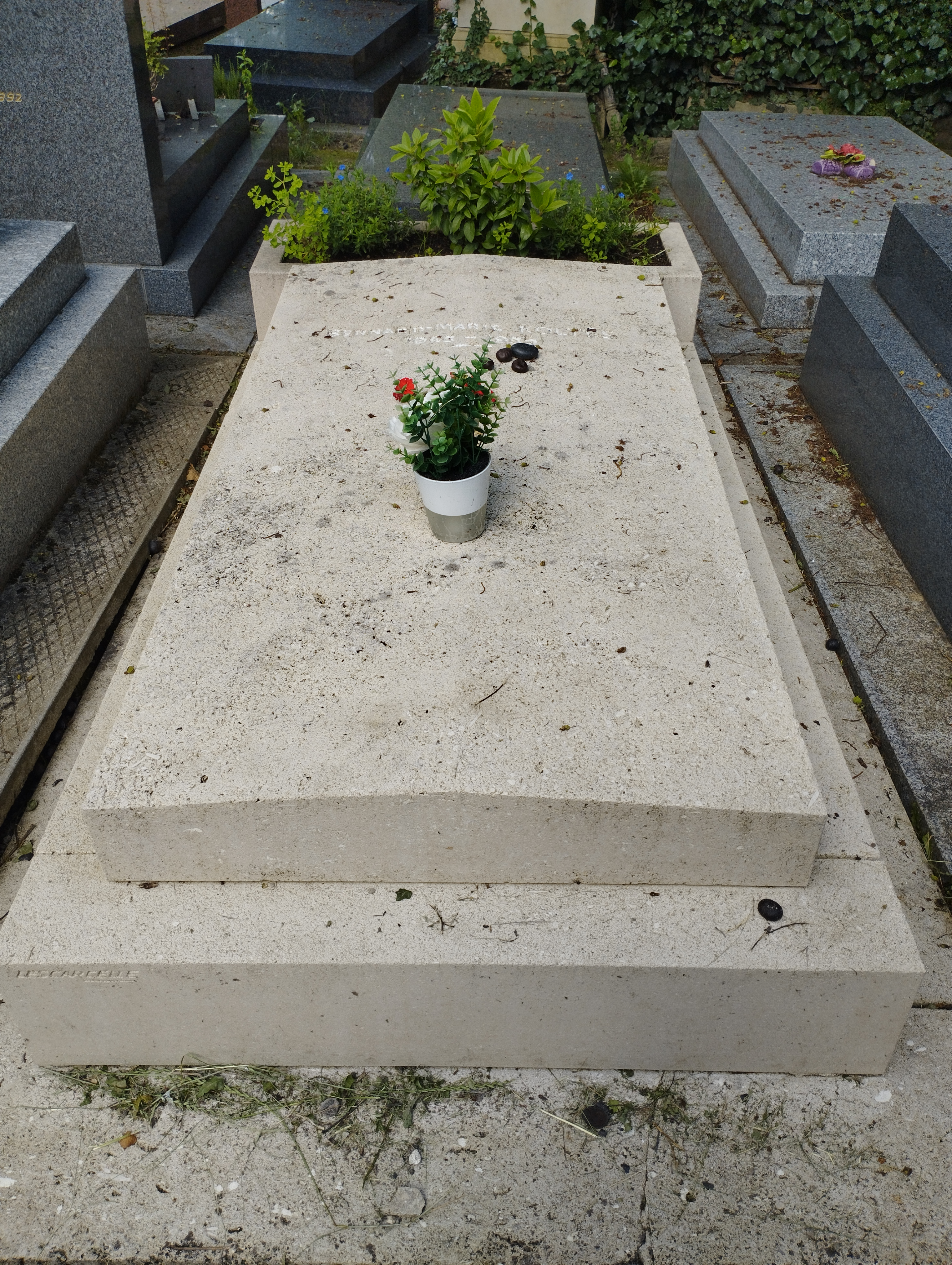
Tombe de Bernard-Marie Koltès au cimetière de Montmartre (division 14).

À la fin des années 1970, Koltès rencontre Patrice Chéreau. C'est le début d’une longue collaboration entre les deux hommes.
En 1984, Jérôme Lindon, fondateur des Éditions de Minuit, publie La Fuite à cheval très loin dans la ville. Par la suite, il éditera tous les textes de Koltès.
Bernard-Marie Koltès meurt le 15 avril 1989 dans le 7e arrondissement de Paris, des suites du sida, après un dernier voyage en Amérique latine et au Portugal. Il est inhumé à Paris au cimetière de Montmartre (14e division).

### Vie privée
Koltès était homosexuel. Il est mort du sida en 1989.

## Koltès et Chéreau
En 1979, Bernard-Marie Koltès envoie deux de ses pièces, La Nuit juste avant les forêts et Combat de nègre et de chiens accompagnées d'une recommandation de Hubert Gignoux, au metteur en scène Patrice Chéreau, avec qui il désire ardemment travailler. Chéreau est immédiatement frappé par l'écriture de Koltès, mais aussi déstabilisé par le contenu : ce n'est alors pas encore un habitué du théâtre contemporain. Il est à cette époque occupé à monter Peer Gynt, ce qui ajourne sa décision. Koltès pendant ce temps ronge son frein et craint de ne jamais voir ses pièces montées.
Néanmoins, Chéreau finit par accepter de mettre en scène Combat de nègre et de chiens, mais refuse le monologue (La Nuit juste avant les forêts), admettant plus tard qu’il n’avait pas osé s’attaquer à ce qu’il qualifie de « grande phrase unique de vingt-cinq pages qui ne [lui] donnait aucune porte pour y entrer, pas une fenêtre, pas un soupirail pour regarder à l’intérieur » : à noter qu'il s'agit en fait d'un monologue de soixante-trois pages. Après de nombreux contretemps, Combat de nègre et de chiens fait l'ouverture du théâtre des Amandiers à Nanterre en 1983. La pièce fait son effet, mais pas suffisamment pour les deux artistes, le public ne semble pas saisir l'ensemble du message. À partir de là, Chéreau décide de monter les futures pièces de Koltès, jusqu'à ce que ce dernier ne le veuille plus.
En 1986, ils présentent Quai Ouest, toujours à Nanterre. Cependant, ils commettent l'erreur de vouloir donner plus de force à la représentation en lui donnant plus de moyens. Ils jouent dans la grande salle du théâtre, avec un décor dispendieux et des effets de lumière, ce qui a pour seul effet de réduire la portée du texte (à ce propos Chéreau déclare franchement qu'ils avaient « perdu la tête »). L'année suivante pourtant, ils présentent Dans la solitude des champs de coton.
1988 sonne le glas du duo Koltès-Chéreau. Jusqu'à présent Koltès écrivait puis donnait son texte à traiter à Chéreau : sur cette dernière collaboration l'écriture se fera quasiment en parallèle de la mise en scène (c'est le rêve de Chéreau, qui comparera leur relation à celle de Stanislavski et Tchekhov sur la fin). Cependant, Koltès est irascible, éprouvé par la maladie — il est alité durant la création du Retour au désert — et très sensible au sujet de cette pièce. Les deux hommes se disputent plus souvent. Chéreau relate les colères de l'auteur, au sujet du décor, par exemple, qu'il jugeait trop froid ou trop sombre. Le Retour au désert se joue au Théâtre du Rond-Point en septembre 1988. Cette même année, alors que Koltès y est formellement opposé, Patrice Chéreau interprète le dealer de Dans la solitude des champs de coton dans le cadre du festival d'Avignon.  
Koltès ne voudra pas de Chéreau pour monter sa dernière œuvre, Roberto Zucco, qu'il destine à Luc Bondy, et qui sera finalement mise en scène pour la première fois par Bruno Boëglin.  
La relation des deux artistes est tumultueuse. Chéreau est souvent embarrassé face aux textes de Koltès et craint toujours, surtout lorsque ce dernier assiste aux séances de travail, de commettre un contresens. En effet, contrairement à ce qu'on a pu dire, Bernard-Marie Koltès et Patrice Chéreau n'ont pas du tout le même monde, ni la même vision des choses. Le metteur en scène dit avoir dû s'habituer à ce monde très radical, propre à Koltès. En effet, ce dernier n'admet presque aucune modification de ses textes lorsqu'il les donne à mettre en scène, il faut accepter « en bloc » les idées qu'il y expose, parfois sans les comprendre réellement, car Koltès se refuse également à donner des explications. 
Néanmoins, les deux hommes ont cela en commun qu'ils font du théâtre pour dire quelque chose qui vaille la peine d'être dit et qui ne peut l'être autrement. Ils partagent à la fois la même vision du théâtre et le doute. Chéreau voit en Koltès le « dépositaire d'une œuvre » et, à titre personnel, un directeur de conscience.

## Postérité
Bernard-Marie Koltès, dont les textes sont traduits dans une trentaine de langues[réf. souhaitée], est un des dramaturges français les plus joués dans le monde. Avec Le Retour au désert, en 2007, il entre au répertoire de la Comédie-Française, dans une mise en scène de Muriel Mayette-Holtz, mais une controverse avec ses ayants droit conduit à l’annulation des quatre dernières représentations, sur les trente-quatre programmées. Le livre de Cyril Desclés, L'Affaire Koltès, retour sur les enjeux d'une controverse revient en détail sur cette polémique.
En décembre 2009, le groupe UMP au Conseil de Paris a fait adopter à l'unanimité un vœu pour nommer un espace ou une rue de Paris en sa mémoire.
En février 2015, les manuscrits et les archives personnelles de Bernard-Marie Koltès sont donnés au département des Arts du spectacle de la Bibliothèque nationale de France par son frère François Koltès, qui a par ailleurs réalisé une interview de Patrice Chéreau à propos de Bernard-Marie Koltès.
Lors de la séance du 3 avril 2019, le Conseil de Paris a voté l'apposition d'une plaque commémorative officielle sur l'immeuble où il résidait, rue Cauchois, dans le 18e arrondissement de la capitale.

## Lectures de l’œuvre

### Un auteur en rupture avec son époque
Les écrits de Bernard-Marie Koltès sont généralement associés au mouvement du théâtre français des années 1980.
L’œuvre de Bernard-Marie Koltès ne rejoint par contre pas complètement ces tendances générales. Pour lui, le théâtre n’a pas de retombée socio-politique : il prône sa gratuité. Il l’envisage toutefois comme un lieu artistique qui offre de l’espace pour des visions et des idées, ce que refuse le théâtre des années 1980. Aussi, au moment de la fin de la domination de l’œuvre littéraire et du textocentrisme, au moment de la revalorisation du spectacle, l’écriture de Koltès défend le primat du texte, contre la réduction de l’interprétation par la mise en scène, contre la présence d’intermédiaires et d’herméneutes entre l’œuvre et son public. Ses pièces sont construites exclusivement sur le texte et le langage prévaut sur l’action : son théâtre très littéraire se présente sous forme de textes autonomes. 
Il ne faut toutefois pas écarter d'autres éléments de l'œuvre koltésienne qui permettent de l'associer aux tendances de son époque : le refus de l’instrumentalisation politique ou pédagogique du théâtre ; l’attention au langage ; l’indétermination des lieux et des dates ; le trouble quant aux identités narratives et à l’identité du narratif ; puis la porosité générique.

### Les thèmes
La critique koltésienne retient, de façon générale, plusieurs thèmes qui traversent l'œuvre de l'auteur :  la solitude absolue de l’être ; les relations sentimentales obéissant aux lois de l’économie, de l’échange et du commerce ; le manque de communication ; la confrontation avec l’autre, l’inconnu, le marginal et l’étranger, etc.
Un autre motif central de l’œuvre est bien entendu la nuit. Le critique Bernard Desportes affirme que c’est dans la nuit que se perdent les actes, que l’action échappe au public : « La parole seule est acte, l’action s’est passée ailleurs, nous n’en voyons sur scène que ses conséquences. » Les éléments se retrouvent désordonnés, les données, partielles, inachevées, dans la bribe chaotique d’un noir inaccessible, ce qui caractérise largement l'œuvre de Koltès.

### Une analyse possible
Le théâtre de Koltès, fondé sur des problèmes réels, exprime la tragédie de l’être solitaire et de la mort. Comme les auteurs absurdes, il se sent exilé. Cependant Koltès se fonde sur des racines classiques : Marivaux, Shakespeare dont il traduit Le Conte d'hiver, que l’on retrouve dans Roberto Zucco, pièce écrite à partir de l’histoire réelle du tueur Roberto Succo. L’une des scènes de Roberto Zucco a été empruntée à la prise d'otages de Gladbeck, en août 1988.
Influencé par Rimbaud et Claudel, il retient de ce dernier l’idée de communion avec le spectateur lors du théâtre. Auteur d’un théâtre de révolte, Koltès est homosexuel dans un monde hétérosexuel. En Afrique, il voit la culture africaine écrasée par les Européens. Ce sujet devient la pièce Combat de nègre et de chiens. Après une visite en Amérique, il écrit Le Retour au désert, drame familial se déroulant en France durant la guerre d'Algérie et qui montre le ravin qui sépare un frère et une sœur sur lesquels pèse le poids d'un père disparu.
Dans Prologue et autres textes, il décrit de manière explicite son sentiment d’étrangeté face au théâtre et à la culture de son temps : alors que le film de kung-fu Le Dernier Dragon n’a reçu pratiquement aucune critique et peu de spectateurs à Paris — « encore un film de kung-fu » — lui, en revanche, crache à terre de dépit en disant « encore un film d’amour ». Car, selon lui, la supériorité des films de kung-fu, c’est que ce sont eux qui parlent paradoxalement le mieux d’amour tandis que les films d’amour parlent « connement de l’amour, mais en plus, ne parlent pas du tout de kung-fu. »
Dans Dans la solitude des champs de coton (1987) mais aussi à travers la plupart de ses pièces, les relations humaines sont envisagées parfois sous une perspective ethnologique (les êtres humains se rencontrent comme des chiens et des chats, sur des problèmes de territoire), voire économique (le contrat comme métaphore des relations entre individus et moteur d’une rencontre).

## Œuvres

### Théâtre
- Les Amertumes (1970), Les Éditions de Minuit, Paris, 1998, 64 p.  (ISBN 2-7073-1651-2)
- La Marche (1970), Les Éditions de Minuit, Paris, 2003, 56 p.  (ISBN 2-7073-1854-X)
- Procès ivre (1971), Les Éditions de Minuit, Paris, 2001, 80 p.  (ISBN 2-7073-1753-5)
- L’Héritage (1972), Les Éditions de Minuit, Paris, 1998, 80 p.  (ISBN 2-7073-1650-4)
- Récits morts. Un rêve égaré (1973), Les Éditions de Minuit, Paris, 2008, 96 p.  (ISBN 978-2-7073-2038-4)
- Des voix sourdes (1974), Les Éditions de Minuit, Paris, 2008, 96 p.  (ISBN 9782707320292)
- Le Jour des meurtres dans l'histoire d'Hamlet (1974), Les Éditions de Minuit, Paris, 2006  (ISBN 2707319678)
- Sallinger (1977), Les Éditions de Minuit, Paris, 1998, 128 p.  (ISBN 2-7073-1513-3)
- La Nuit juste avant les forêts, tapuscrit de Théâtre Ouvert (1977), éditions Stock (1978), Les Éditions de Minuit, Paris, 1988, 64 p.  (ISBN 2-7073-1163-4)
- Combat de nègre et de chiens (1979), suivi des Carnets, Les Éditions de Minuit, Paris, 1989, 128 p.  (ISBN 2-7073-1298-3)
- Quai Ouest (1985), Les Éditions de Minuit, Paris, 1985, 110 p.  (ISBN 2-7073-1030-1)
- Dans la solitude des champs de coton (1985), Les Éditions de Minuit, Paris, 1986, 64 p.  (ISBN 2-7073-1103-0)
- Tabataba (1986), précédé de Roberto Zucco, Les Éditions de Minuit, Paris, 1990, 130 p.  (ISBN 2-7073-1297-5)
- Le Retour au désert (1988), Les Éditions de Minuit, Paris, 1988, 88 p.  (ISBN 2-7073-1184-7)
- Roberto Zucco (1988), suivi de Tabataba, Les Éditions de Minuit, Paris, 1990, 128 p.  (ISBN 2-7073-1297-5)
- Fragments : Coco (1988), publié avec Roberto Zucco, Les Éditions de Minuit, Paris, 2000, 128 p.  (ISBN 978-2-7073-2174-9)

### Récits
- La Fuite à cheval très loin dans la ville : roman (1976), Les Éditions de Minuit, Paris, 1984, 160 p.  (ISBN 2-7073-0692-4)
- Prologue (1986) et autres textes (1986-1991), Les Éditions de Minuit, Paris, 1991, 128 p.  (ISBN 2-7073-1346-7)

### Textes autobiographiques
- Une part de ma vie : Entretiens (1983-1989), Les Éditions de Minuit, Paris, 1999, 162 p.  (ISBN 2-7073-1668-7)
- Lettres, Les Éditions de Minuit, Paris, 2009, 512 p.  (ISBN 978-2-7073-2079-7)

### Autres
- La Famille des orties : Esquisses et croquis autour des Paravents de Jean Genet  (co-écrit avec François Regnault), Beba, 1983, 80 p.
- Shakespeare, Le Conte d’hiver, traduction, Les Éditions de Minuit, Paris, 1988, 128 p.  (ISBN 2-7073-1161-8)
- Nickel Stuff (1984), scénario, Les Éditions de Minuit, Paris, 2009, 128 p.  (ISBN 2-7073-2080-3)

## Comédien
- 1972 : L'Annonce faite à Marie de Paul Claudel, mise en scène Hubert Gignoux, Festival de la Cité Carcassonne.

## Dans la culture populaire
En 2018, Christophe Honoré fait de Bernard-Marie Koltès un personnage de sa pièce Les Idoles.
Dans son film de 2018, Plaire, aimer et courir vite, le même Christophe Honoré fait arrêter Vincent Lacoste sur sa tombe au cimetière de Montmartre.
En 2016, Yaëlle Antoine de la compagnie d’Elles a adapté pour la rue « La Fuite à cheval très loin dans la ville ».

### Adaptations
- Bruno Boëglin, Koltès voyage en Amérique Latine, 2009.
- Pierre Thilloy, Le Jour des meurtres dans l'histoire d'Hamlet, opéra créé à l'opéra-théâtre de Metz Métropole le 23 mars 2011.
- Le compositeur Régis Campo a composé son second opéra Quai Ouest (2013-2014) d'après la pièce homonyme. L'œuvre est créée le 27 septembre 2014 à l'opéra national du Rhin dans une mise en scène de Kristian Frédric, durant le festival Musica à Strasbourg, puis reprise durant la saison 2014-2015 en langue allemande au Théâtre national de Nuremberg.
- Kadour Naimi a joué en 2004 le personnage de Tarek dans l'adaptation de Le Retour au désert à la radio italienne RAI3, en 2004.